# Margalida Crespí
Margalida Crespí Jaume (Palma di Maiorca, 15 agosto 1990) è una sincronetta spagnola, vincitrice di una medaglia di bronzo ai Giochi olimpici Londra 2012.
Dopo il ritiro dalle competizioni di Andrea Fuentes, ha rappresentare la Spagna in duo con Ona Carbonell ai Mondiali 2013.

## Palmarès
| Anno | Manifestazione  | Sede       | Evento      | Risultato | Prestazione |
| ---- | --------------- | ---------- | ----------- | --------- | ----------- |
| 2009 | Mondiali        | Roma       | Tecnico     | Argento   | 98,167      |
| 2009 | Mondiali        | Roma       | Combinato   | Oro       | 98,333      |
| 2009 | Mondiali        | Roma       | Libero      | Argento   | 98,167      |
| 2010 | Europei         | Budapest   | Squadre     | Argento   | 95,750      |
| 2010 | Europei         | Budapest   | Combinato   | Argento   | 97,000      |
| 2011 | Mondiali        | Shanghai   | Tecnico     | Bronzo    | 96,000      |
| 2011 | Mondiali        | Shanghai   | Libero      | Bronzo    | 96,090      |
| 2012 | Europei         | Eindhoven  | Squadre     | Oro       | 96,210      |
| 2012 | Europei         | Eindhoven  | Combinato   | Oro       | 95,600      |
| 2012 | Giochi olimpici | Londra     | Squadre     | Bronzo    | 193,120     |
| 2013 | Mondiali        | Barcellona | Duo libero  | Bronzo    | 94,990      |
| 2013 | Mondiali        | Barcellona | Duo tecnico | Bronzo    | 93,800      |
| 2013 | Mondiali        | Barcellona | Combinato   | Argento   | 94,620      |
| 2013 | Mondiali        | Barcellona | Libero      | Argento   | 94,230      |
| 2013 | Mondiali        | Barcellona | Tecnico     | Argento   | 94,400      |
| 2014 | Europei         | Berlino    | Libero      | Bronzo    | 92,4667     |
| 2014 | Europei         | Berlino    | Combinato   | Argento   | 93,0333     |